# Marius Copil
Marius Copil nació el 17 de octubre de 1990, en Arad, Rumania. Comenzó a jugar tenis a los siete años. Su padre, Craciu, es jugador del equipo nacional de rugby, mientras que su madre, Vasilica, lo hace en el equipo nacional de balonmano. Sus hobbies incluyen fútbol, coches, colección de relojes y ver películas. Su tiro favorito es el servicio.

## Títulos ATP (1; 0+1)

### Individual (0)
| Leyenda                   |
| Grand Slam (0)            |
| ATP World Tour Finals (0) |
| ATP Masters 1000 (0)      |
| ATP World Tour 500 (0)    |
| ATP World Tour 250 (0)    |

#### Finalista (2)
| N.º | Fecha                 | Torneo  | Superficie | Oponente en la final | Resultado           |
| --- | --------------------- | ------- | ---------- | -------------------- | ------------------- |
| 1.  | 11 de febrero de 2018 | Sofía   | Dura (i)   | Mirza Bašić          | 6-7(6), 7-6(4), 4-6 |
| 2.  | 28 de octubre de 2018 | Basilea | Dura (i)   | Roger Federer        | 6-7(5), 4-6         |

### Dobles (1)
| Leyenda                   |
| Grand Slam (0)            |
| ATP World Tour Finals (0) |
| ATP Masters 1000 (0)      |
| ATP World Tour 500 (0)    |
| ATP World Tour 250 (1)    |

| N.º | Fecha               | Torneos  | Superficie    | Pareja       | Oponentes en la final       | Resultado         |
| --- | ------------------- | -------- | ------------- | ------------ | --------------------------- | ----------------- |
| 1.  | 26 de abril de 2015 | Bucarest | Tierra batida | Adrian Ungur | Nicholas Monroe Artem Sitak | 3-6, 7-5, [17-15] |

## ATP Challenger

### Individual (3)
| No. | Fecha      | Torneo                 | Superficie | Oponente en la final | Resultado   |
| --- | ---------- | ---------------------- | ---------- | -------------------- | ----------- |
| 1.  | 31.01.2011 | Challenger de Kazan    | Dura (i)   | Andreas Beck         | 6-4, 6-4.   |
| 2.  | 17.02.2013 | Challenger de Quimper  | Dura (i)   | Marc Gicquel         | 7–6(9), 6–4 |
| 3.  | 30.10.2016 | Challenger de Budapest | Dura (i)   | Steve Darcis         | 6-4, 6-2    |

### Dobles (1)
| N.º | Fecha      | Torneo                        | Superficie    | Pareja        | Oponentes en la final              | Resultado            |
| --- | ---------- | ----------------------------- | ------------- | ------------- | ---------------------------------- | -------------------- |
| 1.  | 08.09.2012 | Challenger de Brașov, Rumania | Tierra batida | Victor Crivoi | Andrei Ciumac Oleksandr Nedovyesov | 6–7(8), 6–4, [12–10] |